# Agathyrnos
Agathyrnos (altgriechisch Ἀγάθυρνος Agáthyrnos) ist eine Person der griechischen Mythologie.
Er ist der Sohn des aiolischen Stammvaters Aiolos und eponymer Heros der Stadt Agathyrnon auf Sizilien. Eine Abbildung des Agathyrnos findet sich auf einer in Tyndaris gefundenen Münze, auf der er als Krieger mit Schild und Lanze dargestellt wird. Die Münze wird um das Jahr 344 v. Chr. datiert.